# 鐵砧 (澎湖)

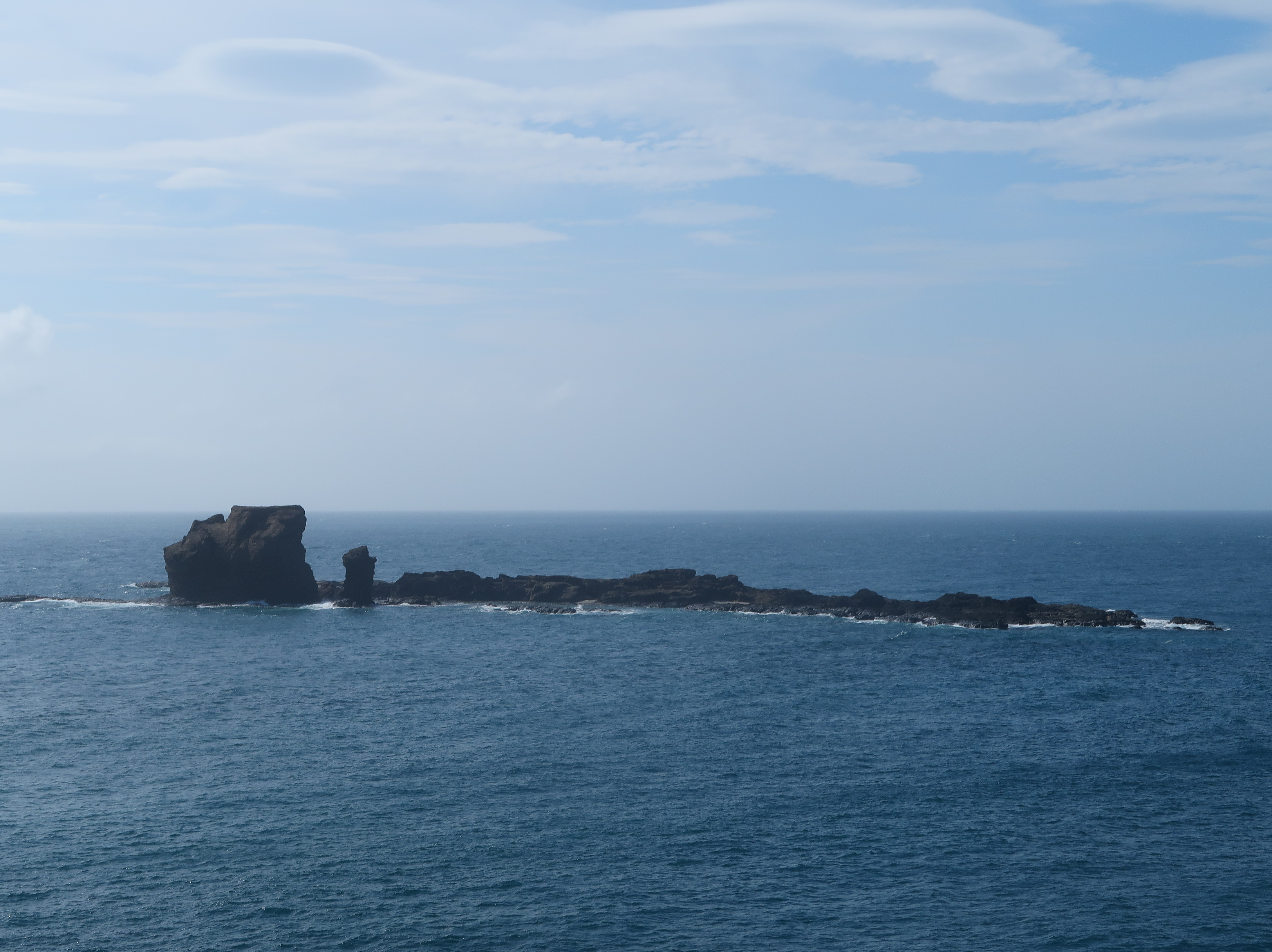

鐵砧，為了與位於澎湖縣白沙鄉的同縣同名島嶼鐵砧嶼區隔，又稱南鐵砧嶼，為台灣澎湖縣望安鄉西坪村的一個島嶼，面積約0.0205平方公里，澎湖南方四島國家公園範圍內。島嶼位於西嶼坪嶼西北方約400公尺處，由兩支在海蝕平台上的佇立的海蝕柱組成，因形似鐵砧而得名。最高處約高17公尺。